# Unix User Group
Eine Unix User Group (UUG) ist ein Zusammenschluss von Personen, die als gemeinsames 
Interesse Unix haben, ob beruflich oder nur als Hobby. 
Die Schwerpunkte von UUGs liegen neben allgemeinen Themen rund um Unix auch in den jeweiligen Unix-Geschmacksrichtungen wie Linux, BSD (FreeBSD, OpenBSD, NetBSD) aber auch in anderen Unix-Derivaten.
Die Struktur und das Auftreten von UUGs ist ähnlich wie bei LUGs vom Losen Haufen oder Unix-Stammtisch bis zu eingetragenen Vereinen (e.V.) oder Verbänden.
Deutschlandweit ist dabei die German Unix User Group (GUUG) mit verschiedenen Lokalen Gruppen und SAGE System Administrators Guild vertreten.
Die in Form eines Vereins organisierte Unix User Group Austria (UUGA) war bei der Etablierung der ersten Internet-Anbindungen in Österreich engagiert. Sie existiert nicht mehr.